# Association Sportive Pélican
O Association Sportive Pélican é um clube de futebol com sede em Lambaréné, Gabão. 

## História
A equipe compete no Campeonato Gabonês de Futebol.